# Friedrich Oehlkers
Friedrich Oehlkers (* 6. Mai 1890 in Dassel, Ortsteil Sievershausen; † 24. November 1971 in Freiburg im Breisgau) war ein deutscher Botaniker. Sein offizielles botanisches Autorenkürzel lautet „Oehlkers“.

## Leben und Werdegang
Friedrich Oehlkers wurde als Sohn des Pastors Paul Oehlkers und dessen Gattin, einer geborenen Seiler, in Sievershausen (Dassel) im Solling geboren. Nach dem Abitur studierte er ab 1910 an der Universität Freiburg im Breisgau Biologie. Einflussreicher Lehrer war der Botaniker Friedrich Oltmanns. 1914 wurde er als Soldat eingezogen und 1916 in den Argonnen schwer verletzt. Eine Hand blieb für immer gelähmt. Während seines Genesungsurlaubs nahm er sein Studium bei Karl Ritter von Goebel wieder auf und schloss es 1917 mit seiner Dissertation mit dem Thema „Beitrag zur Geschichte und Kritik des Lamarckismus in der Botanik“ ab. 1918 Staatsexamen in Botanik, Zoologie und Chemie an der Universität Göttingen. Ab 1918 war Oehlkers zunächst Praktikant am Botanischen Institut der Ludwig-Maximilians-Universität München, ab 1920 Assistent am Gärungsphysiologischen Laboratorium in Weihenstephan und ab 1922 schließlich Assistent am Botanischen Institut der Universität Tübingen bei Ernst Lehmann.
In diesen Jahren arbeitete Oehlkers an verschiedenen Themen wie Kernteilung der Characeen, postflorale Krümmungen, Sporenbildung bei Saccharomyceten, Entwicklungsgeschichte von Monophyllea. Bereits 1921 machte er unter dem Einfluss von Otto Renner, der damals am botanischen Institut in München wirkte, Vererbungsversuche an Oenothera, der Pflanzenart, die ihn als Forschungsobjekt die folgenden Jahrzehnte beschäftigen sollte.
Im November 1922 habilitierte sich Oehlkers an der Universität Tübingen, wo er bis 1925 als Privatdozent arbeitete. Von 1928 bis 1932 wirkte er als Ordinarius an der Technischen Hochschule Darmstadt.
Im April 1932 folgte Oehlkers dem Ruf auf den Lehrstuhl der Botanik an die Albert-Ludwigs-Universität Freiburg als Nachfolger seines ersten akademischen Lehrers Friedrich Oltmanns.
1922 heiratete er Frances Ida Schwarzschild. Da Oehlkers Frau jüdischer Herkunft war, war er ab 1933 ständigen Schikanen ausgesetzt, in deren Folge er seine Forschungsarbeit in einer „inneren Emigration“ ausüben musste. Trotz aller Widrigkeiten stammen seine wichtigsten wissenschaftlichen Erkenntnisse aus dieser Zeit: Ab 1934 arbeitete er an der Physiologie der Meiosis und 1942/43 gelang ihm mit seiner Arbeitsgruppe erstmals der Nachweis, dass Chemikalien regelmäßig Mutationen auslösen können. In den USA war sein Institut in dieser Zeit als „Black Forest School of Oehlkers“ bekannt.

### Wirken nach dem Krieg
Nach der totalen Niederlage Deutschlands und des nationalsozialistischen Regimes fiel Oehlkers aufgrund seiner politischen Einstellung während des „Dritten Reiches“ eine wichtige Rolle beim Neuaufbau der Universität zu. Er war 1945 neben Constantin von Dietze, Gerhard Ritter, Adolf Lampe und dem Theologen Arthur Allgeier Mitglied im „Bereinigungsausschuß“ der Universität. Trotz der Verfolgung seiner Frau, die er mit Mühe vor der Deportation in ein Vernichtungslager hatte bewahren können und obwohl sein einziger Sohn wegen der Verfolgung während des Krieges den Freitod wählte, trat er in diesem Ausschuss auch für „belastete“ Hochschulangehörige ein, etwa für Martin Heidegger.
In dieser Aufbauzeit hatte Oehlkers weitere Ämter an der Universität Freiburg inne: Dekan der Naturwissenschaftlichen Fakultät, Rektor der Universität, Gründungsmitglied der Vorläuferorganisation der Deutschen Forschungsgemeinschaft (DFG).
Herausragende Belege für seine didaktische Begabung sind unter anderem sein Lehrbuch „Das Leben der Gewächse“, sein Beitrag zur Festschrift anlässlich des 70. Geburtstags seines Freundes Karl Jaspers 1953 oder sein Festvortrag zur 500-Jahr-Feier der Universität Freiburg 1957.
Oehlkers wurde 1958 emeritiert, setzte seine Forschungsarbeiten an Streptocarpus und an Laubmoosen in den folgenden Jahren bis 1967 an der genetischen Abteilung des botanischen Instituts fort.
Trotz der schweren Schicksalsschläge, die Oehlkers mit seiner Beschädigung im Ersten Weltkrieg oder der Verfolgung seiner Familie nach 1933 hinnehmen musste, trotz schwierigster Bedingungen in den Aufbaujahren nach 1945, hat sich Oehlkers einen hervorragenden internationalen Ruf als Botaniker und Cytogenetiker erworben. Er war Vorbild für manchen aus der ihm nachfolgenden Forschergeneration, die ihre Institute in der Zeit nach 1960 mit reicher materieller Ausstattung und ungestört vom Gang der Zeitläufte ausbauen durften.

## Schüler
Eine seiner Schülerinnen, die er von 1936 bis zur Habilitation führte (1948), war Cornelia Harte, nachmalig erste Professorin an der Universität zu Köln, die ihn als einen ihrer Förderer folgendermaßen charakterisierte: „...ein Professor, der als hervorragender Gelehrter Frauen in der Wissenschaft nicht als Bedrohung seiner Existenz betrachtete.“

## Schriften (Auswahl)
- Beitrag zur Geschichte und Kritik des Lamarckismus in der Botanik. Dissertation. 1917
- Erblichkeitsforschung an Pflanzen. 1927
- Die Auslösung von Chromosomenmutationen in der Meiosis durch Einwirkung von Chemikalien. 1943
- Fünfzig Jahre Mendelforschung. Jaspers Festschrift „Offener Horizont“ 1953
- Das Leben der Gewächse. Lehrbuch der Botanik. 1956
- Die Mutabilität des Lebendigen. Festvortrag bei der 500-Jahr-Feier der Universität Freiburg. 1957